# Oberstadion
Oberstadion – miejscowość i gmina w Niemczech, w kraju związkowym Badenia-Wirtembergia, w rejencji Tybinga, w regionie Donau-Iller, w powiecie Alb-Donau, wchodzi w skład związku gmin Munderkingen. Leży ok. 33 km na południowy zachód od Ulm.

## Współpraca
Miejscowość partnerska:
- Flößberg – dzielnica Frohburga, Saksonia